# Р-37
Р-37 (за кодифікацією НАТО AA-13 «Arrow», буквально «Стріла») — радянсько — російська ракета класу «повітря-повітря» великої дальності (понад 300 км). (РВВ-БД у експортному варіанті, до 200 км).
За заявами виробника, на сьогодні є найбільш далекосяжною керованою ракетою «повітря-повітря» у світі. Може застосовуватись із винищувачів-перехоплювачів МіГ-31БМ.
На базі Р-37 розроблено ракету «повітря-повітря» великої дальності Р-37М (в експортному виконанні — РВВ-БД), з дворежимним РДТТ, удосконаленою ГСН 9Б-1103М-350 «Шайба» та призначеним терміном служби у 8 років, яка може застосовуватися з літака Су-35.
В 2020 модифікація ракети Р-37М була інтегрована в комплекс озброєння винищувача п'ятого покоління Су-57, також пройшли випробувальні пуски ракети з борту Су-35С і Су-30СМ2.

## Розробка
На початку 1980-х років почалися роботи з розробки нової ракети на основі Р-33 для озброєння винищувача-перехоплювача МіГ-31М. 8 квітня 1983 року постановою Ради Міністрів СРСР займатися розробкою ракети було доручено КБ «Вимпел». У тому ж 1983 був захищений ескізний проект ракети, що отримала позначення К-37.
1988 року почалися випробування ракети. У першому етапі випробувань було здійснено 10 автономних балістичних пусків ракети без управління. У 1989 році було здійснено 6 пусків. 4 пуски ракет без системи наведення — під керуванням автопілота за заданою програмою. 2 пуски ракети далекого радіусу дії із системою наведення. 1997 року закінчилися випробування.
У 1997 році Росією було прийнято рішення відмовитися від українських компонентів та розробити систему наведення з використанням виключно російських компонентів. Розробка нової системи наведення та економічна ситуація в Росії уповільнили створення ракети.
У процесі модернізації ракета отримала нове позначення — Р-37М (в експортному виконанні — РВВ-БД). Візуально рання Р-37 від Р-37М (РВВ-БД) відрізняється:
- укороченим на 14 см головним відсіком;
- зміненої форми головним відсіком з радіопрозорим обтічником;
- верхніми кермами-стабілізаторами, що складаються[5]

Як експортний варіант була вперше продемонстрована на авіасалоні МАКС-2011.

## Тактико-технічні характеристики

Схема Р-37

- Максимальна дальність пуску в ППС: 200 км. Мінімальна дальність пуску в ЗПС: 1 км.
- Швидкість польоту: 6М
- Швидкість польоту вражених цілей, км/год: до 2500[6]
- Аеродинамічна схема: нормальна з крилом малого подовження та великою хордою
- Центрівка: динамічно нестійка
- Довжина ракети: 4,20 м (РВВ-БД та Р-37М — 4,06 м)
- Діаметр фюзеляжу: 0,38 м
- Стартова вага: 600 кг
- Бойова частина: осколково-фугасна масою 60 кг[7]
- Система наведення: інерційна з радіокорекцією та активним радіолокаційним самонаведенням на кінцевій ділянці траєкторії, головка наведення 9Б-1388
- Дальність захоплення ДСП (в ППС), км: 30

## Бойове застосування

### Російсько-українська війна
Під час російського вторгнення з лютого 2022 року російські повітряно-космічні сили застосовували ракети Р-37М з винищувачами МіГ-31БМ. За словами українського льотчика Вадима Ворошилова з позивним «Karaya» ефективна дальність даних ракет значно менша за заявлені 400 км. За словами російських льотчиків МіГ-31БМ, вони отримують інформацію про цілі від літаків далекого радіолокаційного виявлення (імовірно, А-50).
Крім МіГ-31БМ ракети Р-37 застосовували з винищувачів Су-35.
На думку аналітика центру RAND Брін Танехіл, озброєні ракетами Р-37 винищувачі МіГ-31БМ та Су-35, через більшу відстань ураження, становитимуть істотну загрозу і винищувачам F-16 у версії MLU, які найімовірніше отримає Україна.
Найбільша зафіксована українськими повітряними силами відстань ураження цілі ракетою Р-37 — 177 км.